# Yvette Chassagne
Pour les articles homonymes, voir Brunetière et Chassagne.
Yvette Chassagne, née Yvette Brunetière le 28 mars 1922 à Bordeaux et morte le 4 septembre 2007 à Narbonne, est une résistante et haute fonctionnaire française. Elle est la première femme à exercer la fonction de préfet en France.

## Biographie
Yvette Brunetière est, pendant la Seconde Guerre mondiale, rédactrice auxiliaire à la préfecture de Bordeaux, entre 1943 et 1944, et est recrutée dans un réseau de la Résistance par Daniel Mayer. À ce titre, en 1998, elle témoignera au procès de Maurice Papon. Son nom est cité parmi ceux des personnes ayant prévenu des familles juives avant des rafles.
En 1946, elle épouse Fernand Chassagne et prend le nom d'usage d'Yvette Chassagne. En 1948, elle est l'une des trois premières femmes reçues à l'ENA (Promotion Jean Moulin). Elle sort administrateur civil au ministère des Armées. Puis elle rejoint la direction des assurances au ministère des finances, où elle devient spécialiste de la coopération technique avec les jeunes États francophones d'Afrique noire. Elle y devient la première femme sous-directrice.
Elle est successivement la première femme « sous-directeur » au ministère des Finances, en 1979 première « conseiller maître » à la Cour des comptes.
Membre du Parti socialiste, elle est nommée en juillet 1981 première femme préfet en France par le ministre de l'Intérieur Gaston Defferre, après l'arrivée à l'Élysée de François Mitterrand.
Elle devient présidente de l'Union des assurances de Paris (UAP) en 1983, poste auquel lui succède en 1987 Jean Dromer. En 1989, elle devient présidente de La Prévention routière.
Elle devient conseillère de Gilbert Trigano, PDG du Club Méditerranée. Elle a écrit un livre sur son expérience à l'UAP, Fonctionnaire et patron : les préjugés renversés (Lattès, 1988).
Toujours adhérente socialiste, elle est, à son décès à 85 ans en 2007, conseillère municipale de la liste de l'opposition PS, PCF et Verts à Narbonne.

## Citation
À un personnage important qui lui aurait demandé « Madame, je peux vous appeler monsieur ? », on lui prête la réponse « Je vous en prie, monsieur, je vous appellerai donc madame ».

## Récompenses et distinctions
Yvette Chassage est titulaire de nombreuses décorations :
- en France, elle est commandeur de l'ordre national de la Légion d'honneur, grand officier de l'ordre national du Mérite, chevalier de l'ordre des Palmes académiques et chevalier de l'ordre du Mérite agricole ;
- à l'étranger : elle est grand officier de l'ordre du Mérite de la République italienne, commandeur de l'ordre de l'Étoile équatoriale (Gabon), de l'ordre national (Côte d'Ivoire), de l'ordre national du Lion du Sénégal, des ordres nationaux de la République centrafricaine et du Cameroun, chevalier des ordres nationaux du Niger et du Mali.

### Décorations
Voici la liste de ses décorations :
- Commandeur de la Légion d'honneur (1991)
- Grand officier de l'ordre national du Mérite
- Chevalier de l'ordre des Palmes académiques
- Chevalier de l'ordre du Mérite agricole
- Grand officier de l'ordre du Mérite de la République italienne‎
- Commandeur de l'ordre de l'Étoile équatoriale (Gabon)
- Commandeur de l'ordre national (Côte d'Ivoire)
- Commandeur de l'ordre national du Lion du Sénégal
- Commandeur de l'ordre national de la République centrafricaine
- Commandeur de l'ordre national du Cameroun
- Chevalier de l'ordre national du Niger
- Chevalier de l'ordre national du Mali.

## Hommages
- Une voie privée de la ville de Nantes porte son nom[4].
- L'auditorium, inauguré le 8 mars 2021, de la préfecture d'Île-de-France porte son nom[5].
- La promotion 2013-2014 de l'institut régional d'administration de Lyon porte son nom.
- La promotion 2021-2022 des inspecteurs des finances publiques de l'ENFIP porte son nom.